# 今村優香
今村 優香（いまむら ゆうか、1993年9月2日 - ）は、日本の女子バレーボール選手。

## 来歴
東京都荒川区出身。小学3年生のとき、友人に誘われたことをきっかけにバレーボールを始めた。
駿台学園中学校・高等学校を経て、青山学院大学に入学。関東大学バレーボール1部リーグでは、2012年秋季・2013年春季・2013年秋季の連続優勝に大きく貢献。2013年春季リーグでは、ベストスコアラー賞・スパイク賞を獲得し、2013年秋季リーグではベストスコアラー賞に輝いた。
2013年4月、全日本女子メンバーに初選出され、翌月のモントルーバレーマスターズで全日本代表デビューを果たした。
2013年5月28日〜6月2日に渡りスイスで開催されたモントルーバレーマスターズ2013の代表メンバー14名に選出。全5試合中1試合にスターティングメンバーとして出場。
2013年6月26〜30日に渡りロシアのエカテリンブルグで開催されたエリツィン杯2013の代表メンバー12名に選出。全4試合にスターティングメンバーとして出場。ちなみに、今村は大会直前まで東日本インカレにも出場していた。
2013年7月8〜15日に渡りロシアのカザンで開催された第27回ユニバーシアード競技大会の代表メンバー12名に選出。
2013年10月6〜13日に渡って中国の天津で開催された第6回東アジア競技大会の代表メンバー11名に選出。全4試合にスターティングメンバーとして出場。攻撃面ではチーム最多の15得点をマークする活躍をみせ、日本チームの2位入賞に貢献した。
2013年12月の全日本インカレでは、エースとしてベストスコアラー賞に輝く活躍を見せ、チームの準優勝に大きく貢献。
2014年5月に受けたドーピング検査でカンレノンが検出され、6月16日に日本アンチ・ドーピング機構（JADA）より3ヶ月の資格停止と検査後の関東大学リーグ2試合分の個人成績を無効とする処分が科された。原因は肌荒れ用の塗り薬の可能性が高いと報道されている。
2014年5月27日〜6月1日に渡りスイスで開催されたモントルーバレーマスターズ2014の代表メンバー14名に選出。全5試合中3試合にスターティングメンバーとして出場。
2015年、青山学院大学女子バレーボール部のキャプテンに就任。
2015年4月15日、2015年度の日本代表登録メンバーに選出された。
2015年7月4〜11日に渡り韓国の光州市で開催された第28回ユニバーシアードバレーボール競技の代表メンバー12名に選出。全6試合にスターティングメンバーとして出場。主に攻撃面で存在感を発揮し、日本チームの3位入賞に貢献した。
2015年8月12〜19日に渡りトルコのアンカラで開催された第2回世界U-23選手権大会の代表メンバー13名に選出。全7試合中4試合にスターティングメンバーとして出場。
2015年12月18日、久光スプリングスへの入団内定が発表された。同期入団は帯川きよら、加藤光ら。
2016年9月14〜20日に渡ってベトナムのヴィンフック省で開催された第5回アジアカップの代表メンバー14名に選出。6試合中1試合にスターティングメンバーとして出場。中心選手として攻撃面で活躍するも、最終結果は4位に終わった。
2016年12月10日の対PFU戦にリリーフサーバーとして途中出場し、プレミアデビューを果たした。
2017年5月9〜14日に渡りグリーンアリーナ神戸で開催されたFIVB世界クラブ女子選手権2017に久光製薬スプリングスが日本代表として出場。
2017年5月25〜31日までカザフスタンのオスケメンで開催される2017年アジアクラブ選手権に久光製薬スプリングスが日本代表として出場。今村は予選リーグの天津渤海銀行（中国）戦では両チーム最多となる22得点、準決勝のアルタイVC（カザフスタン）戦ではチーム2位の21得点をマークするなど攻撃面でチームを牽引し、久光製薬スプリングスの2位入賞に大きく貢献した。
2017年7月8〜15日に渡ってベトナムのハイズオンで開催されたVTVカップ2017の代表メンバー12名に選出。全5試合中4試合にスターティングメンバーとして出場。予選リーグのタイユースチームとの試合では両チーム最多となる20得点をマークしたほか、大会全体を通してアタック・ブロックで得点を量産しMVPとベストスコアラーを獲得。日本チームの優勝の原動力となった。
2017年8月21〜28日に渡り台北で開催された第29回ユニバーシアード競技大会の代表メンバー12名に選出。全6試合にスターティングメンバーとして出場。中心選手として攻撃面で存在感を発揮し、日本チームの11大会ぶりとなる2位入賞の原動力となった
。
2018年3月19日、2018年度の日本代表登録メンバー29名に選出された。
2019年5月13〜18日に渡りスイスのモントルーで開催されたモントルーバレーマスターズ2019の代表メンバー17名に選出された。全5試合中2試合にスターティングメンバーとして出場。日本代表チームの2位入賞に貢献した。
2023年6月30日付で久光スプリングスを退団し、現役引退を表明した。しかし、イタリア・セリエA2のバレー・エルマエア・オルビア (it) からオファーがあり、考えた末に、同チームに移籍して現役続行を決断した。

## 人物・エピソード
- 青山学院大学比較芸術学科卒[49]
- 大学時代のコートネームは「ワカ」[49]。

## 所属チーム
- 荒川区立瑞光小学校[1]
- 駿台学園中学校[1]
- 駿台学園高等学校
- 青山学院大学（2012-2016年）
- 久光スプリングス #12（2015-2023年）
- バレー・エルマエア・オルビア (it) （2023-2024年）

## 球歴
大学大会 
- 2013年 関東春季リーグ：ベストスコアラー賞 / スパイク賞[27]
- 2013年 関東秋季リーグ：ベストスコアラー賞[27]
- 2015年 関東春季リーグ：ベストスコアラー賞[27]

 クラブ選手権 
- 2016年 世界クラブ選手権：6位
- 2017年 世界クラブ選手権：8位[33]
- 2017年 アジアクラブ選手権：2位[50]

 ユニバーシアード / U-23代表
- 2013年 エリツィン杯2013：5位[7]
- 2013年 第27回ユニバーシアード競技大会：3位[9]
- 2013年 第6回東アジア競技大会：2位[10]
- 2015年 第28回ユニバーシアード競技大会：3位[22]
- 2017年 第29回ユニバーシアード競技大会：2位[40]
- 2016年 第5回アジアカップ：4位[29]
- 2017年 VTVカップ2017：優勝

 日本代表（2013-2014年） 
- 2013年 モントルーバレーマスターズ2013：5位[6]
- 2014年 モントルーバレーマスターズ2014：6位[16]
- 2015年 第2回世界U-23選手権大会：4位[23]
- 2019年 モントルーバレーマスターズ2019：2位[44]

## 受賞歴
- 2017年 VTVカップ2017：MVP / ベストスコアラー

## 個人成績
V.LEAGUEの個人成績は下記の通り（ファイナルステージ、VCup含む）。
| 大会            | チーム          | 出場     | 出場        | アタック | アタック | アタック | アタック | バックアタック | バックアタック | バックアタック | バックアタック | アタック 決定本数 | ブロック | ブロック       | サーブ | サーブ         | サーブ   | サーブ | サーブ | サーブ   | サーブレシーブ | サーブレシーブ | サーブレシーブ | サーブレシーブ | 総得点      | 総得点      | 総得点   | 総得点      |
| --------------- | --------------- | -------- | ----------- | -------- | -------- | -------- | -------- | -------------- | -------------- | -------------- | -------------- | ----------------- | -------- | -------------- | ------ | -------------- | -------- | ------ | ------ | -------- | -------------- | -------------- | -------------- | -------------- | ----------- | ----------- | -------- | ----------- |
| 大会            | チーム          | 試 合 数 | セ ッ ト 数 | 打 数    | 得 点    | 失 点    | 決 定 率 | 打 数          | 得 点          | 失 点          | 決 定 率       | セ ッ ト 平 均    | 得 点    | セ ッ ト 平 均 | 打 数  | ノ 丨 タ ッ チ | エ 丨 ス | 失 点  | 効 果  | 効 果 率 | 受 数          | 成 功 ・ 優    | 成 功 ・ 良    | 成 功 率       | ア タ ッ ク | ブ ロ ッ ク | サ 丨 ブ | 得 点 合 計 |
| V1 2021-22      | 久光            | 27       | 31          | 277      | 98       | 30       | 35.4     | 13             | 4              | 2              | 30.8           | 3.16              | 5        | 0.16           | 91     | 1              | 2        | 14     | 15     | 3.6      | 128            | 69             | 22             | 62.5           | 98          | 5           | 3        | 106         |
| V1 2020-21      | 久光            | 24       | 35          | 349      | 102      | 27       | 29.2     | 17             | 5              | 3              | 29.4           | 2.91              | 10       | 0.29           | 126    | 0              | 6        | 15     | 32     | 8.1      | 125            | 49             | 28             | 50.4           | 102         | 10          | 6        | 118         |
| V1 2018-19      | 久光            | 30       | 42          | 479      | 166      | 30       | 34.7     | 23             | 6              | 3              | 26.1           | 3.95              | 10       | 0.24           | 156    | 3              | 4        | 15     | 51     | 10.3     | 158            | 55             | 39             | 47.2           | 166         | 10          | 7        | 183         |
| V1 2017-18      | 久光            | 30       | 46          | 471      | 196      | 16       | 41.6     | 25             | 10             | 2              | 40.0           | 4.26              | 8        | 0.17           | 149    | 2              | 6        | 10     | 44     | 11.1     | 60             | 18             | 12             | 40.0           | 196         | 8           | 8        | 212         |
| V1 2016-17      | 久光            | 23       | 1           | 0        | 0        | 0        | -        | 0              | 0              | 0              | -              | -                 | 0        | -              | 1      | 0              | 0        | 0      | 0      | 0.0      | 0              | 0              | 0              | -              | 0           | 0           | 0        | 0           |
| V1 2015-16      | 久光            | 6        | 0           | 0        | 0        | 0        | -        | 0              | 0              | 0              | -              | -                 | 0        | -              | 0      | 0              | 0        | 0      | 0      | -        | 0              | 0              | 0              | -              | 0           | 0           | 0        | 0           |
| 通算：6シーズン | 通算：6シーズン | 142      | 155         | 1576     | 562      | 103      | 35.7     | 78             | 25             | 10             | 32.1           | 3.63              | 33       | 0.21           | 523    | 6              | 18       | 54     | 142    | 8.8      | 471            | 191            | 101            | 51.3           | 562         | 33          | 24       | 619         |

## 出演

### YouTube
V.LEAGUE Official Channel 
- V.LEAGUE #久光製薬スプリングス #DAZN #アタックタイムチャレンジ（2019年4月20日）

 久光スプリングス 
- 今村優香選手 ファンの皆様へメッセージ（2020年6月28日）
- ZARA・GU・ユニクロで2万円コーディネート【長身女子】【アスリート女子】（2021年2月17日）
- 【ワタシらの時代】令和を生き抜く女子たちのリアル【アスリート女子】【女子バレー】（2021年3月17日）
- 今村優香選手インスタライブアーカイブ【久光スプリングス】（2021年4月19日）
- 【バレーボール】スプリングスチャレンジ！【上級編】（2021年4月28日）

 青山学院大学 
- GOOD PARTNER 比金桃子×今村優香（青山学院大学女子バレーボール部）（2013年6月21日）
- 「全員バレー」青山学院大学女子バレーボール部2014（2014年12月5日）
- 「エースについて聞きました！」今村 優香（青山学院大学女子バレー部）（2015年12月3日）